# Sherman (Maine)
Sherman és una població dels Estats Units a l'estat de Maine (EUA). Segons el cens del 2000 tenia 458 habitants.

## Demografia
Segons el cens del 2000, Sherman tenia 937 habitants, 374 habitatges, i 289 famílies. La densitat de població era de 9 habitants/km².
Dels 374 habitatges en un 31,3% hi vivien nens de menys de 18 anys, en un 68,7% hi vivien parelles casades, en un 5,9% dones solteres, i en un 22,5% no eren unitats familiars. En el 20,3% dels habitatges hi vivien persones soles l'11,2% de les quals corresponia a persones de 65 anys o més que vivien soles. El nombre mitjà de persones vivint en cada habitatge era de 2,51 i el nombre mitjà de persones que vivien en cada família era de 2,84.
Per edats la població es repartia de la següent manera: un 23,4% tenia menys de 18 anys, un 5,2% entre 18 i 24, un 25,3% entre 25 i 44, un 28,9% de 45 a 60 i un 17,2% 65 anys o més.
L'edat mediana era de 42 anys. Per cada 100 dones de 18 o més anys hi havia 94,1 homes.
La renda mediana per habitatge era de 27.574 $ i la renda mediana per família de 32.500 $. Els homes tenien una renda mediana de 34.821 $ mentre que les dones 20.694 $. La renda per capita de la població era de 14.524 $. Entorn de l'11,2% de les famílies i el 13,5% de la població estaven per davall del llindar de pobresa.